# Plaatsbeschrijving
Een plaatsbeschrijving of "bevindingsstaat" is een tegensprekelijk opgemaakte schriftelijke vaststelling van de staat van een onroerend goed, meestal voor de aanvang van (ver)bouwwerkzaamheden.  Met name bevat de plaatsbeschrijving een gedetailleerde opsomming, eventueel vergezeld van foto's, van de schade (barsten, gebruiks- en vochtschade) van een eigendom.

## Procedure
De schadeopname gebeurt meestal door een expert of architect, voordat een aannemer of onderaannemer start met afbraak- of verbouwingswerken van de belendende gebouwen. De aannemer draagt de kosten van de plaatsbeschrijving. De eigenaar van het gebouw verklaart zich op voorhand schriftelijk akkoord met de opgenomen schade door de ondertekening van het gedateerde verslag. Bij weigering van de beschrijving stuurt de aannemer een aangetekend verslag op met verzoek binnen de maand de opmerkingen mee te delen. Als er geen opmerkingen volgen verklaart de andere partij zich akkoord met de vaststellingen. Na de werken wordt het gebouw opnieuw gekeurd en de eventueel bijgekomen schade opgenomen onder de vorm van een staat van vergelijking.  Daarna kan een financiële regeling volgen tussen verzekeringsmaatschappijen. Daar kan ook vergoeding voor derving van het gebouw geëist worden bij ernstige schade wanneer het gebouw onbewoonbaar wordt verklaard. 

Een bewoner van een pand kan zich niet verzetten tegen verbouwings- of afbraakwerken van een belendend pand. Dit rekent men tot een normale last van nabuurschap. De vaststellingen gebeuren tegensprekelijk teneinde elke partij toe te laten achteraf in geval van geschil haar rechten te doen gelden. 
De plaatsbeschrijving gaat ook door bij een wisseling van huurders van een eigendom. Dit noemt men een "locataire plaatsbeschrijving" tussen twee partijen, de eigenaar en de huurder van een goed. In dat geval draagt elke partij de helft van de kosten. 